# 纳瓦雷斯德拉斯库埃瓦斯
纳瓦雷斯德拉斯库埃瓦斯，是西班牙卡斯蒂利亚-莱昂塞戈维亚省的一个市镇。 总面积19平方公里，总人口30人（2001年），人口密度2人/平方公里。